# Молочай
Молоча́й (Euphórbia) — найбільший і типовий рід рослин родини молочайні. У ньому налічується приблизно 1950 видів, за іншими даними — понад 2000 видів. У флорі України — приблизно 45 видів.

## Етимологія
Рід названий на честь античного лікаря Еуфорба, що згідно з легендою, першим визначив лікарські властивості цих рослин.

## Опис

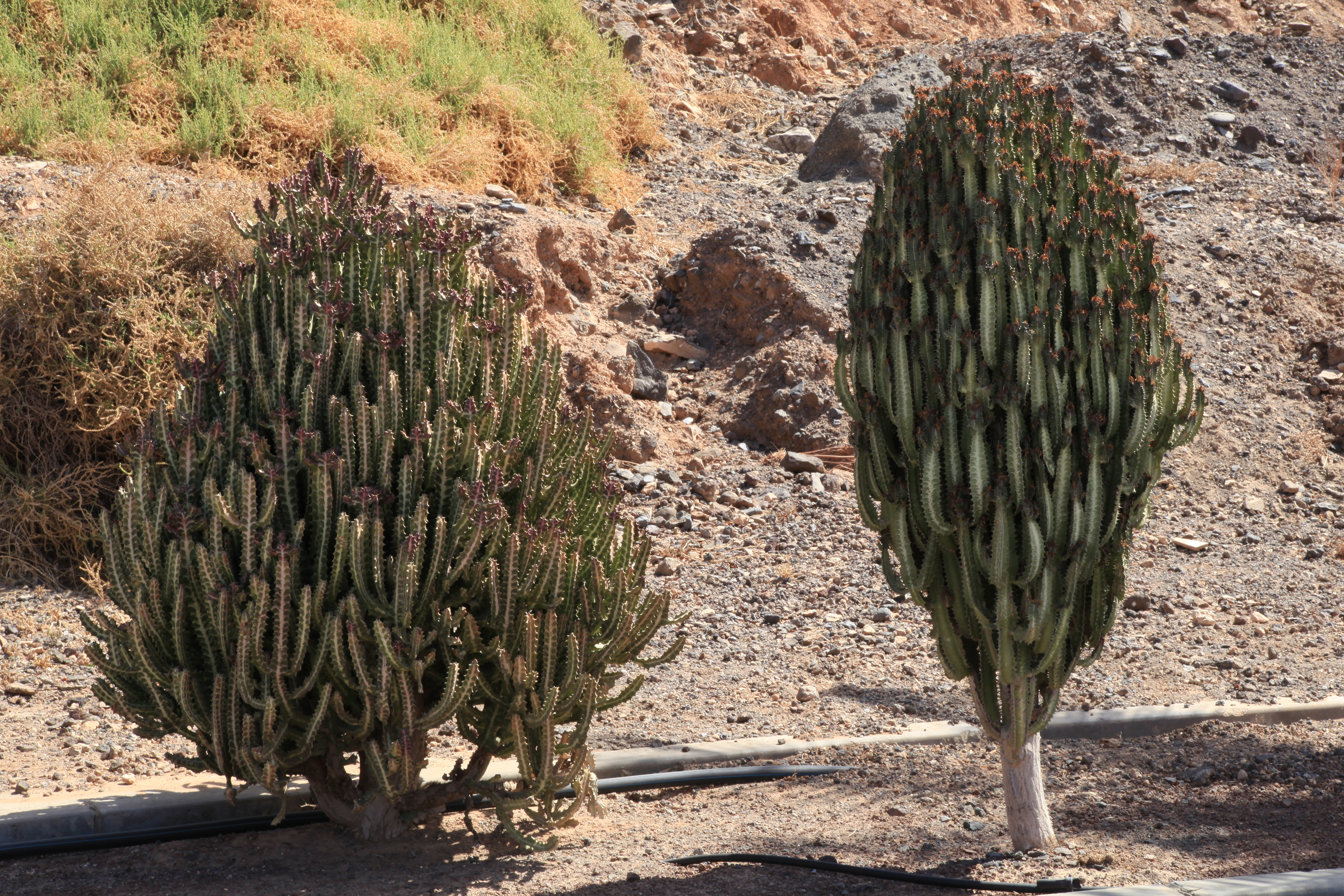
Euphorbia lactea (ліворуч) і Euphorbia trigona (праворуч) на Канарських островах

Одно- та багаторічні трави, чагарники або, зрідка, деревця. За загальним виглядом дуже різноманітні. В одних стебла звичайні, вкриті листям з колючками, в інших колючі, теж вкриті листям, у третіх — стебла м'ясисті, гранчасті, нерідко колоноподібні, з колючками і без листя. У всіх в тканинах міститься білий молочний сік, розташований в сильно гіллястих молочних судинах без перетинок.
Кореневища вертикальні, повзучі.
Стебла прямі або висхідні, здебільшого слабко розгалужені, рідше — розпростерто-гіллясті. Висота від декількох сантиметрів до двох метрів (Euphorbia grandicornis).
Листки чергові, супротивні або кільчасті; нероздільні, цілокраї, рідше можуть бути зазубреними, без прилистків або з міжчерешковими прилистками (здебільшого з прилистками), сидячі або коротко-черешкові.

Діаграма квітки молочаю

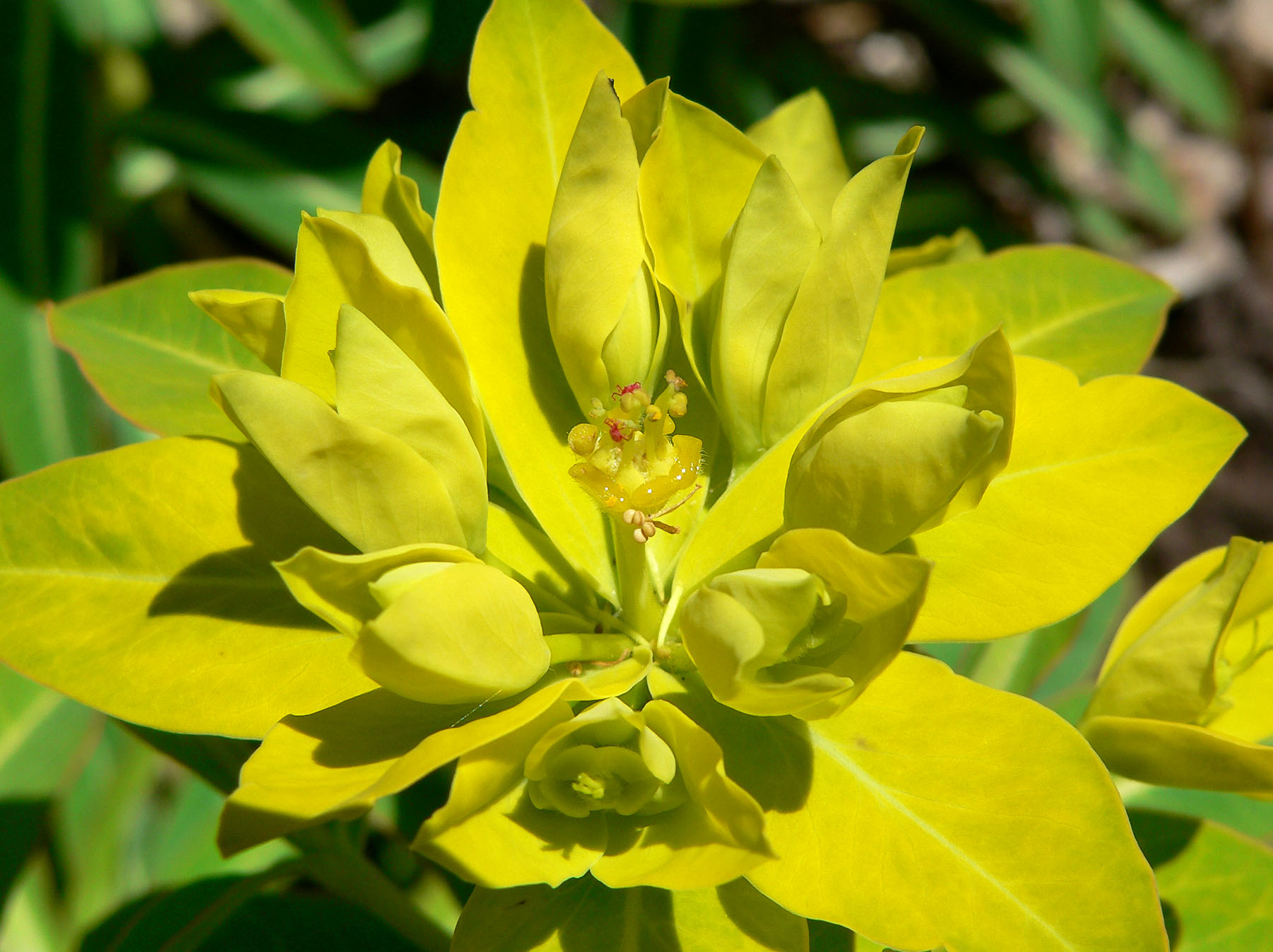
Суцвіття Euphorbia jacquemontii

Квітки однодомні, дуже рідко дводомні, завжди без пелюсток, здебільшого і без чашолистків. Чоловічі квітки завжди складаються з однієї тичинки, жіночі містять одну тригнізду зав'язь з однією сім'ябрунькою в гнізді. Специфічні суцвіття — ціації — подібні до поодинокої квітки. Обгортка майже правильна, дзвоникоподібна, кубарчата або напівкуляста, з 5 (або 4, рідко 8) зрощеними листочками, які виступають нагорі у вигляді стількох же плівчастих лопатей; по листових швах, між лопатями, чергуються з ними м'ясисті придатки — нектарники, віддалені горизонтально або злегка відігнуті вниз, також в числі 5 або внаслідок недорозвинення чотирьох, трьох або навіть одного. Вісь квітконоса у ціації закінчується однією єдиною маточковою квіткою, яка виступає з келиху на видовженому стебельці, яке згодом в'яне. У пазухах листків келиху (тобто проти його лопатей) — окремі пучки численних тичинкових квіток, звичайно з розвиненими знизу лінійними або щілиноподібними приквітками у вигляді бахроми, зрідка без неї. Келих із суцільними або надрізаними лопатями, часто прихованими під нектарниками. Нектарники злегка стебельчасті, суцільні, із заокругленим або усіченим зовнішнім краєм або півмісяцеві, можливо дворогі, зрідка по краю гребнеподібні або пальчасто-роздільні, іноді знизу з пелюсткоподібним придатком. Тичинкові квітки в числі 5−50, без чашолистків, внизу зчленовані з квітконіжкою, дуже рідко з невеликою лусочкою в зчленуванні. Пиляк висхідний, з роздільними гніздами, які розкриваються поздовжніми тріщинами. Маточкові квітки голі або іноді з чашечкою з 4 (6) невеликих лусочок; стовпчиків 3, вільних або зрощених, цілих або двонадрізаних, з головчатими розширеними приймочками на кінці або на внутрішньому боці. Загальне суцвіття має вигляд зонтику і складається з кількох чи багатьох окремих.
Плід — трилопатевий тригорішок, гладкий або горбкуватий, розпадається на три однонасінні горішки. Вони незабаром розтріскуються на дві стулки та залишають посередині квітколожа тригранну коронку. Внутриплідик перетинчастий або твердий (у Euphorbia lathyris губчастий). Насіння гладке або з зовнішньої поверхні нерівне, з плівчастим або твердим ендоспермом і з прямим зародком, з широкими пласкими сім'ядолями, на кінці з придатком з присім'янника або без придатка. У поширенні мірмекохорних насінин виду Euphorbia characias відзначені мурахи Messor barbarus, Aphaenogaster senilis, Pheidole pallidula і Tapinoma nigerrimum.

## Поширення

### У світі

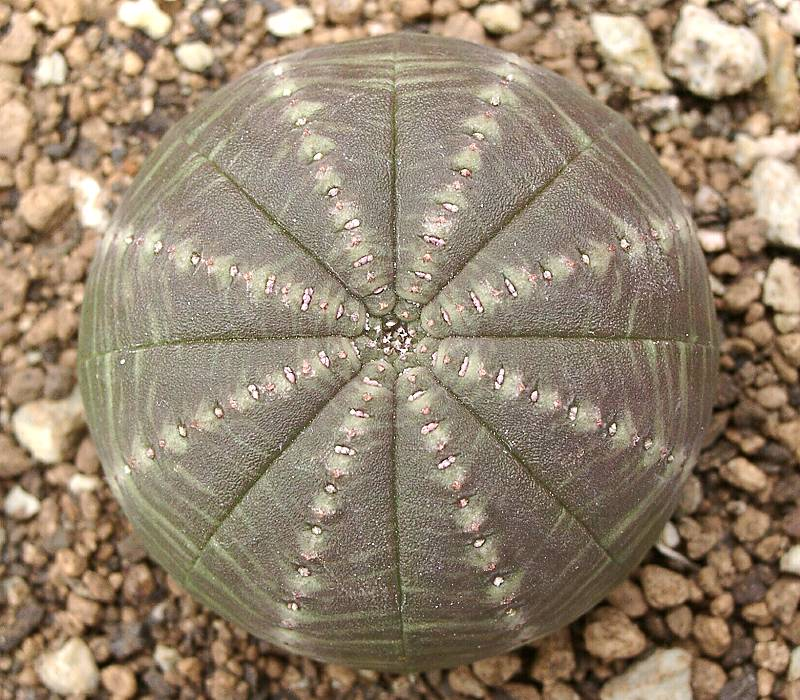
Euphorbia obesa subsp. symmetrica

Представники роду поширені повсюдно, особливо у спекотних субтропічних місцевостях, аридних і літоральних зонах, тобто вони є типовими ксерофітами та термофенами. У тропічній зоні зростає менше видів і зовсім мало їх у холодних областях.
З приблизно 2000 видів роду, 400 належать до сукулентів. Сукулентні молочаї поширені в Південній та Південно-Західній Африці, на Канарських островах, острові Мадагаскар.
Із 309 видів, наведених на вебсайті МСОП, 1 вимер у дикій природі (Euphorbia mayurnathanii), 42 — на межі зникнення, 60 — під загрозою вимирання, 87 — уразливі, 10 — близькі до загрозливого стану, для 18 — даних недостатньо.

### В Україні
В Україні зростають: 
1. Euphorbia agraria — молочай польовий
2. Euphorbia aleppica — молочай малоазійський
3. Euphorbia amygdaloides — молочай мигдалолистий
4. Euphorbia angulata — молочай гранчастий
5. Euphorbia carniolica — молочай країнський
6. Euphorbia carpatica — молочай карпатський (у т. ч. Euphorbia jasiewiczii [молочай Ясевича])
7. Euphorbia chamaesyce — молочай дрібноцвітий (у т. ч. Euphorbia massiliensis [молочай марсельський])
8. Euphorbia cyparissias — молочай кипарисовий (у т. ч. Euphorbia tyraica [молочай дністровський])
9. (ін) Euphorbia dentata — молочай зубчастий
10. Euphorbia dulcis — молочай солодкий
11. Euphorbia epithymoides — молочай різнобарвний (у т. ч. Euphorbia lingulata [молочай язичковий])
12. Euphorbia erythrodon (у т. ч. Euphorbia kotovii [молочай Котова])
13. Euphorbia esula — молочай гострий (у т. ч. Euphorbia kaleniczenkoi, Euphorbia tristis, Euphorbia virgata [молочай Калениченка, молочай сумний, молочай прутяний])
14. Euphorbia exigua — молочай дрібний
15. Euphorbia falcata — молочай серпуватий
16. Euphorbia glareosa — молочай осиполюбний
17. Euphorbia helioscopia — молочай досонячний
18. Euphorbia humifusa — молочай простертий
19. Euphorbia iberica
20. Euphorbia illirica (має назви: молочай волинський як Euphorbia volhynica, молочай Клокова як Euphorbia klokovii, молочай волохатий як Euphorbia villosa)
21. Euphorbia lathyris — молочай горошковий
22. Euphorbia ledebourii — молочай Ледебура
23. Euphorbia leptocaula — молочай тонкостеблий
24. Euphorbia lucida — молочай блискучий
25. (ін) Euphorbia maculata — молочай плямистий
26. (ін) Euphorbia marginata — молочай облямований
27. Euphorbia myrsinites — молочай миртолистий
28. Euphorbia nicaeensis — молочай південноєвропейський
29. Euphorbia palustris — молочай болотяний
30. Euphorbia paralias — молочай узбережний
31. Euphorbia peplis — молочай приморський
32. Euphorbia peplus — молочай городній
33. Euphorbia petrophila — молочай скелелюбний (у т. ч. Euphorbia cretophila [молочай крейдолюбний])
34. Euphorbia platyphyllos — молочай широколистий
35. (ін) Euphorbia pulcherrima — молочай-різдвяник
36. Euphorbia rigida — молочай жорсткий
37. Euphorbia salicifolia — молочай верболистий
38. Euphorbia sareptana — молочай сарептський (у т. ч. Euphorbia tanaitica [молочай донський])
39. Euphorbia seguierana — молочай Сеґ'є
40. Euphorbia semivillosa — молочай напівволохатий
41. Euphorbia sojakii — молочай Сояка
42. Euphorbia stepposa — молочай степовий (у т. ч. Euphorbia klokoviana [молочай клоківський])
43. Euphorbia stricta — молочай прямий (у т. ч. Euphorbia serrulata [молочай прямий])
44. Euphorbia tauricola — молочай кримський
45. Euphorbia taurinensis — молочай туринський
46. Euphorbia valdevillosocarpa — молочай густоволохатоплодий

## Статус

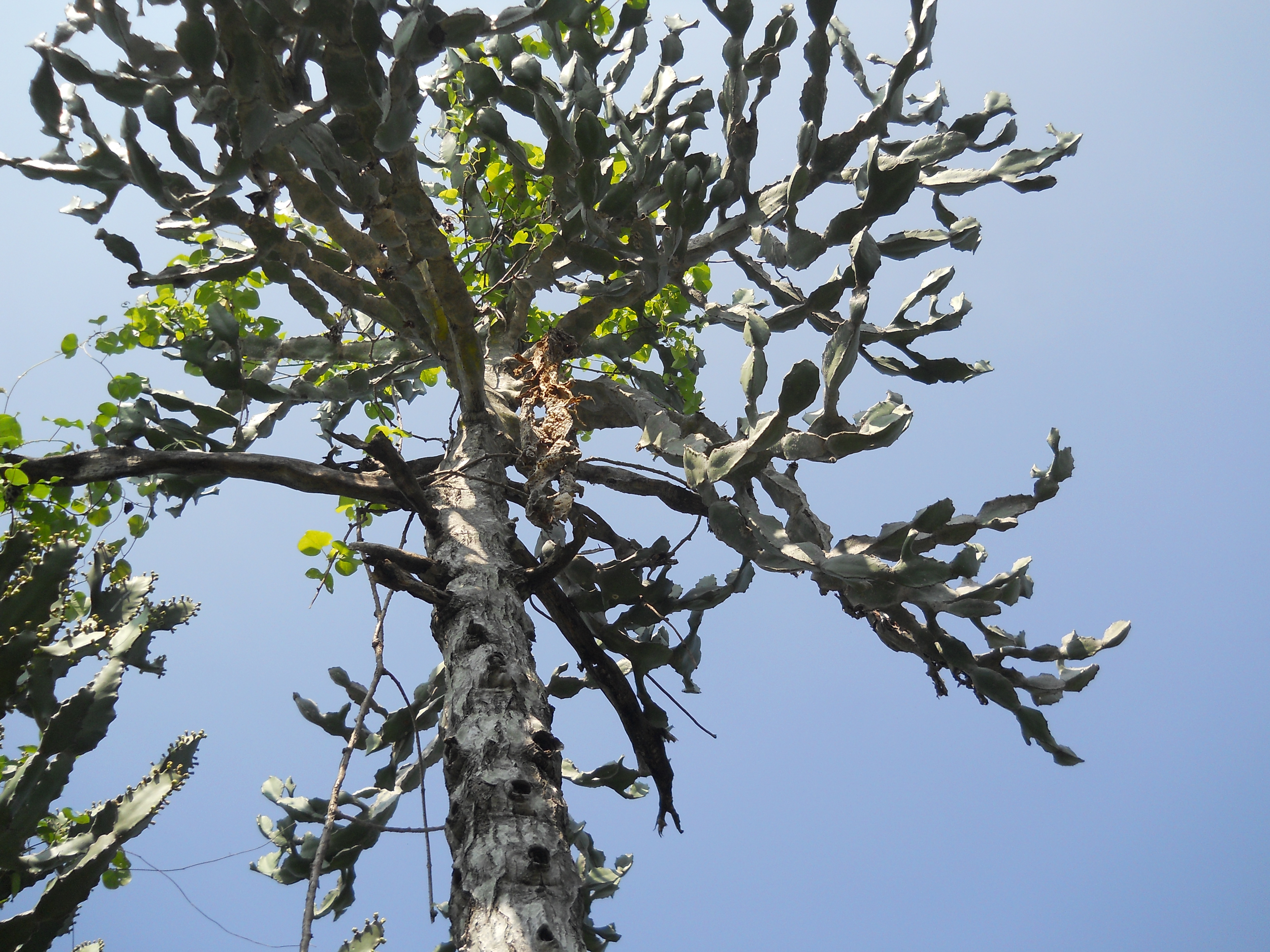
Типовий вид Euphorbia antiquorum

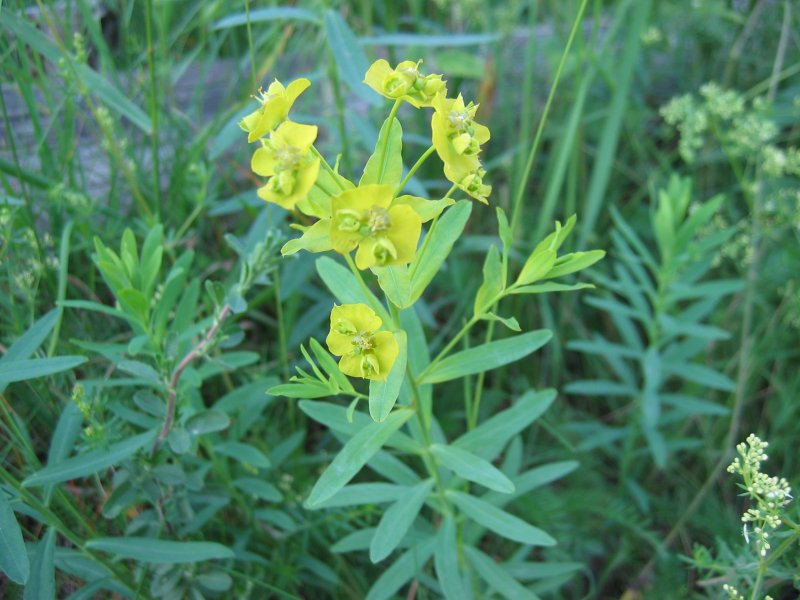
Злісний бур'ян — Молочай гострий (Euphorbia esula)

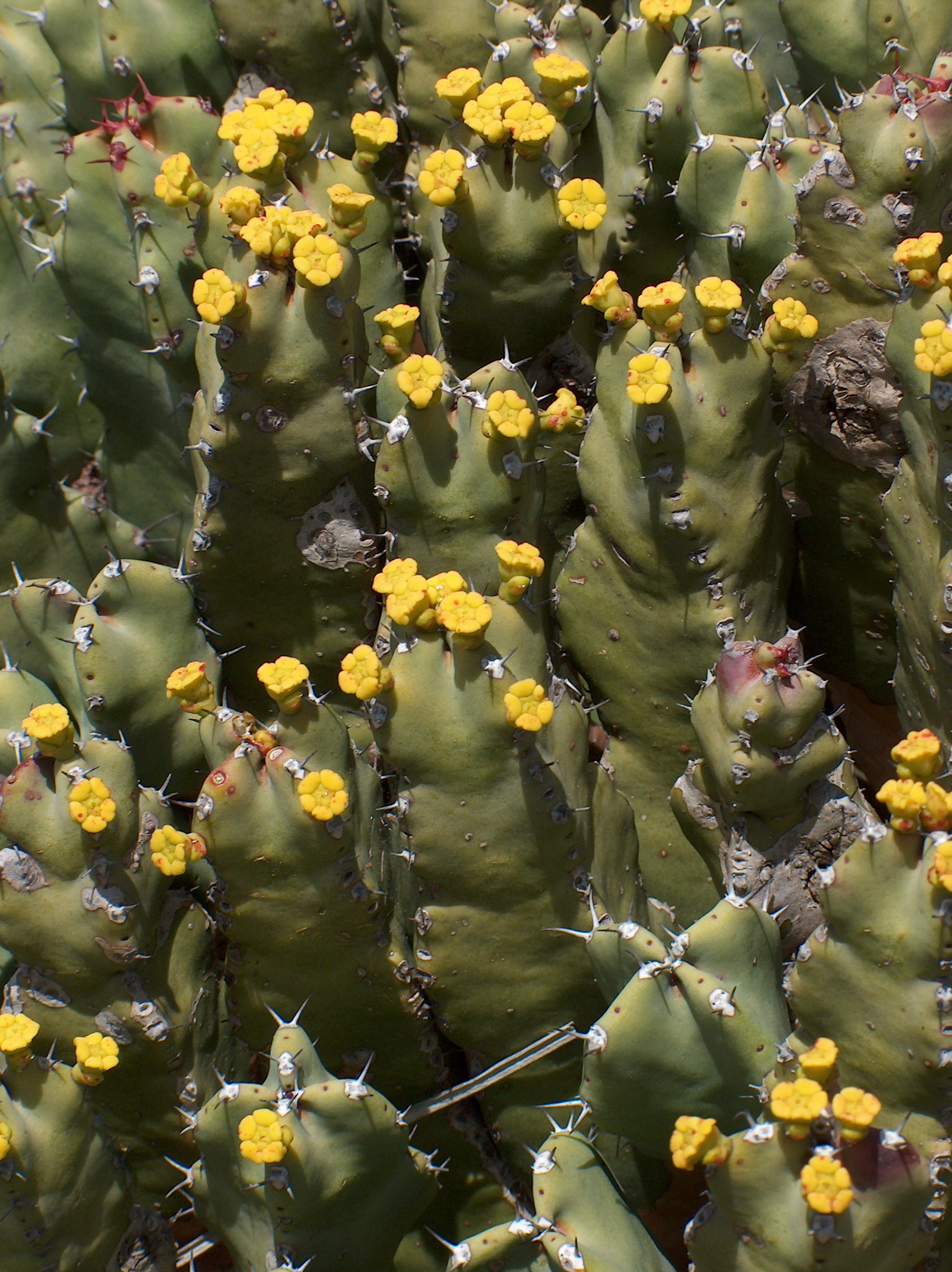
Euphorbia resinifera

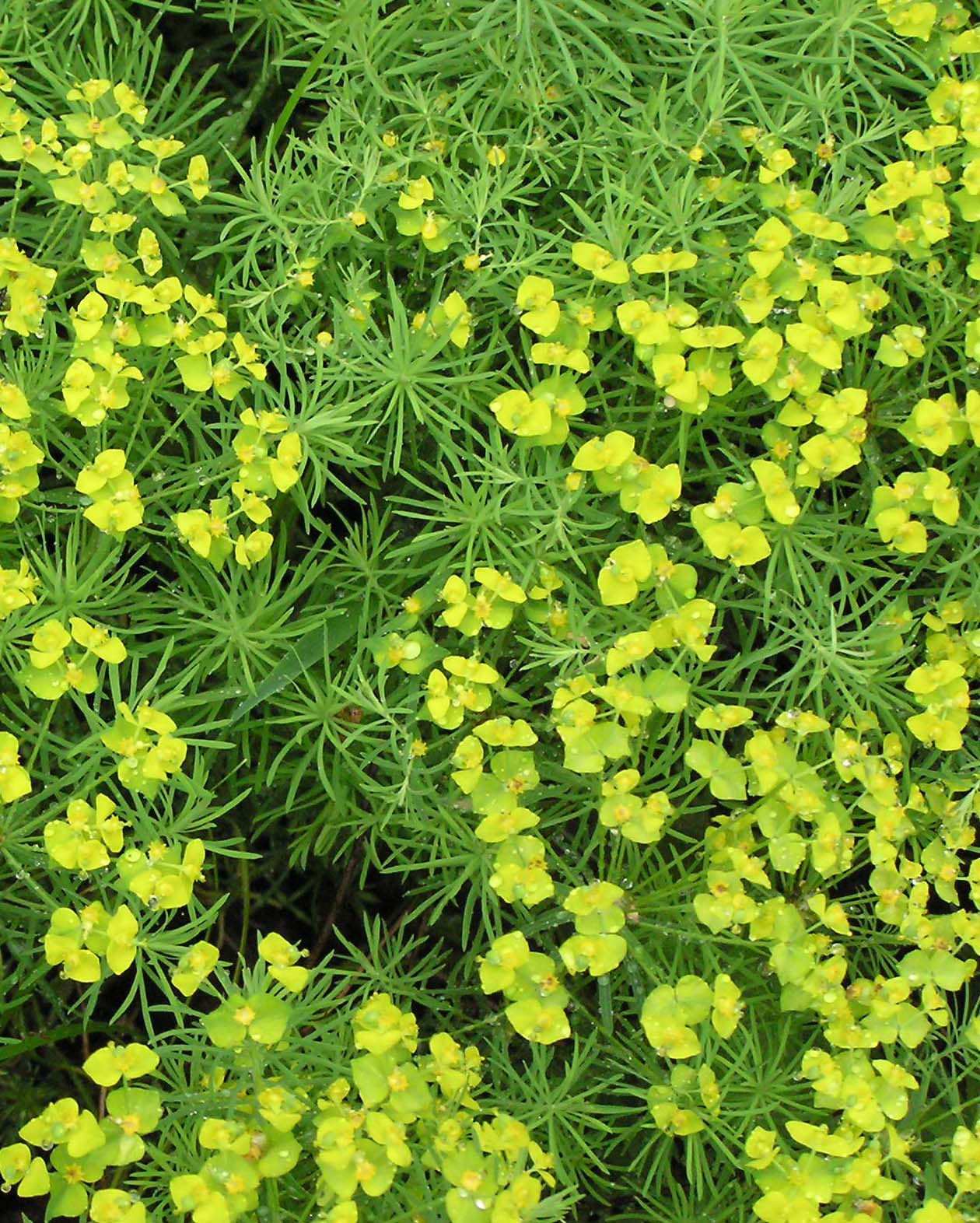
Euphorbia cyparissias — ґрунтопокривна рослина садів

Всі сукулентні молочаї включені в Додаток II Конвенції про міжнародну торгівлю дикими видами фауни і флори, що перебувають під загрозою зникнення.
Молочай камерунський і молочай Вакефільда занесені до Червоного списку Міжнародного союзу охорони природи. До рідкісних видів на території їхнього звичайного зростання в Африці відносяться молочай трикутний, молочай страшний, молочай великозубчастий, молочай великорогий, молочай бородавчастий, молочай динний, молочай пухкий, молочай Пробалля, молочай ватербергський, молочай тірукаллі, молочай отруйний. Дуже рідкісним видом, що знаходиться під загрозою зникнення, став на Канарському острові Фуертевентура молочай гандійський. До Червоного списку Міжнародного союзу охорони природи занесений і молочай абделькурійський, що зростає на острові Абд-ель-Курі в системі архіпелагу Сокотра. Підлягають охороні і всі сукулентні молочаї острова Мадагаскар.
До Червоної книги України занесено 3 види:
- Euphorbia paralias L. — молочай прибережний;
- Euphorbia valdevillosocarpa Arvat & Nyár. — молочай густоволохатоплодий;
- Euphorbia volhynica Besser ex Racib. — молочай волинський.

## Хімічний склад
Всі види молочаю містять молочний сік, смолу, каучук. Хоча хімічний склад молочаїв вивчений недостатньо, однак відомо, що основним діючим компонентом молочного соку є евфорбон, вміст якого становить близько 22 %, крім того, сік містить близько 38 % аморфної камеді, до 18 % гумі і близько 10 % мінеральних солей. З інших хімічних сполук до складу молочаїв входять алкалоїди, флавоноїди і кумарини.

## Практичне використання

### Сільське господарство
Молочний сік всіх видів має токсичні властивості, а тому молочаї всі більш-менш отруйні, худоба їх уникає.
Деякі молочаї, наприклад, Euphorbia waldsteinii, є злісними бур'янами.
На присадибних ділянках молочай використовують для знищення клопів і листогризної гусениці.

### Медицина
Молочай — старовинний засіб народної медицини. Наукову назву молочаю «еуфорбія» дано на честь Евфорба — придворного лікаря нумідійського царя Юби (54 р. до н. е.), який вперше застосував лікувальні властивості цієї рослини.
Африканський вид молочаю Euphorbia resinifera, що росте в північно-західній і центральній Африці, використовується в офіційній медицині: це висока, колоноподібна, безлиста, соковита рослина схожа з кактусами роду Cereus; її ребра засаджені пучками міцних колючок. Сягає заввишки метра і вище. З надрізів, що наносяться рослині на початку осені, рясно стікає молочний сік, що твердне на повітрі і обліплює собою переважно ребра стебла. Він надходить у продаж і в аптеки під назвою «Euphorbium». Ця речовина була відома ще давнім грекам і римлянам, ймовірно, і єгиптянам.
Багато видів молочаю застосовуються в народній медицині, хоча їхній склад зовсім не вивчений.
В Київській Русі молочай застосовували для винищення бородавок, мозолів і плям на обличчі, як проносний і блювотний засіб і для лікування ракових пухлин.
На Алтаї в народній медицині використовують молочай альпійський, скельний, волосистий і широкогіллястий у вигляді відварів, настоянок, порошку і в свіжому вигляді. Їх застосовували при сифілісі, хворобах нирок, маткових кровотечах, імпотенції і як кровоочисний засіб. На Алтаї вважається, що молочай корисний при лікуванні раку шкіри і прямої кишки. Зовнішньо свіжим соком всіх видів молочаю змащують екзему, бородавки, мозолі, родимки і гнійні рани для їх швидкого загоєння. Крім того, сік молочаю в малих дозах є загальнозміцнювальним засобом і продовжує молодість.
Широко застосовуються молочаї у сучасній і народній медицині Монголії і Китаю.

### Рослинництво
Як декоративні використовують приблизно 120 видів молочаїв.
Використовують у групових посадках, альпінаріях, рідше в регулярних посадках у партері. Деякі види вирощують як кімнатні рослини, зокрема в оранжереях широко культивується молочай прекрасний, який продають у горщиках під назвою «різдвяна зірка» або складають в букети. Молочаї віддають перевагу напівзатінку і легким, плодючим ґрунтам. Розмножують поділом кущів і насінням.

## Синоніми
| - Ademo Post & Kuntze - Adenopetalum Klotzsch & Garcke - Adenorima Raf. - Agaloma Raf. - Aklema Raf. - Alectoroctonum Schltdl. - Allobia Raf. - Anisophyllum Haw. - Anthacantha Lem. - Aplarina Raf. - Arthrothamnus Klotzsch & Garcke - Bojeria Raf. - Ceraselma Wittst. - Chamaesyce Gray - Characias Gray - Chylogala Fourr. - Ctenadena Prokh. - Cubanthus (Boiss.) Millsp. - Cyathophora Raf. - Cystidospermum Prokh. - Dactylanthes Haw. - Dematra Raf. - Desmonema Raf. - Dichrophyllum Klotzsch & Garcke - Dichylium Britton | - Diplocyathium Heinr.Schmidt - Ditritra Raf. - Elaeophorbia Stapf - Endadenium L.C.Leach - Endoisila Raf. - Epurga Fourr. - Esula (Pers.) Haw. - Euforbia Ten., orth. var. - Eumecanthus Klotzsch & Garcke - Euphorbiastrum Klotzsch & Garcke - Euphorbiodendron Millsp. - Euphorbiopsis H.Lev. - Euphorbium Hill - Galarhoeus Haw. - Kanopikon Raf. - Kobiosis Raf. - Lacanthis Raf. - Lathyris Trew - Lepadena Raf. - Leptopus Klotzsch & Garcke - Lophobios Raf. - Lortia Rendle - Lyciopsis (Boiss.) Schweinf. - Medusea Haw. - Monadenium Pax | - Murtekias Raf. - Nisomenes Raf. - Ossifraga Rumph. - Peccana Raf. - Pedilanthus Neck. ex Poit. - Petalandra F.Muell. ex Boiss. - Pleuradena Raf. - Poinsettia Graham - Pythius B.D.Jacks. - Sclerocyathium Prokh. - Stenadenium Pax - Sterigmanthe Klotzsch & Garcke - Synadenium Boiss. - Tithymalopsis Klotzsch & Garcke - Tithymalus Hill - Tithymalus Gaertn. - Torfasadis Raf. - Treisia Haw. - Tricherostigma Boiss. - Trichosterigma Klotzsch & Garcke - Tumalis Raf. - Vallaris Raf. - Xamesike Raf. - Zalitea Raf. - Zygophyllidium (Boiss.) Small |